# Novoselivske
Novoselivske (în ucraineană Новоселівське) este o așezare de tip urban din raionul Rozdolne, Republica Autonomă Crimeea, Ucraina. În afara localității principale, mai cuprinde și satul Sieverne.

## Demografie
Componența lingvistică a așezării de tip urban Novoselivske
     Rusă (58,38%)
     Tătară crimeeană (24,42%)
     Ucraineană (15,03%)
     Alte limbi (0,59%)
Conform recensământului din 2001, majoritatea populației așezării de tip urban Novoselivske era vorbitoare de rusă (58,38%), existând în minoritate și vorbitori de tătară crimeeană (24,42%) și ucraineană (15,03%).